# Datići
Datići su naseljeno mjesto u općini Kiseljak, Federacija Bosne i Hercegovine, BiH.

## Stanovništvo

### 1991.
Nacionalni sastav stanovništva 1991. godine, bio je sljedeći:
ukupno: 114
- Hrvati - 101
- Muslimani - 13

### 2013.
Nacionalni sastav stanovništva 2013. godine, bio je sljedeći:
ukupno: 45
- Hrvati - 38
- Bošnjaci - 7